# فرانسوا كارلو أنتوماركي
الدكتور فرانسوا كارلو أنتوماركي (François Carlo Antommarchi) ـ (كورسيكا، 5 يوليو 1780 ـ سانتياغو دي كوبا، 1838) هو آخر طبيب خاص لنابليون بونابرت، تولى مهمته هذه من سنة 1818 إلى وفاة بونابرت سنة 1821.

## حياته
بدأ أنتوماركي تعليمه في ليفورنو بإيطاليا، ثم حصل لاحقًا على درجة الدكتوراه في الفلسفة والطب من جامعة بيزا في مارس 1808، قبل أن ينتقل إلى فلورنسا ويعمل بمستشفى سانتا ماريا نوفا. وفي سنة 1812، حصل أنتوماركي على شهادة جرّاح من جامعة فلورنسا (الجامعة الإمبراطورية)، وعينه رئيسها بقسم التشريح قائمًا على تحضير العينات التشريحية.
بعد ذلك، انتقل أنتوماركي من فلورنسا إلى سانت هيلانة ليصير طبيبًا لنابليون الأول حتى وفاة الأخير. وقد تولى أنتوماركي هذه الوظيفة بتوصية من ماريا ليتيزيا رامولينو، والدة نابليون، ومن خاله الكاردينال جوزيف فيش. وقد تلقى أنتوماركي خطاب تعيينه في 19 ديسمبر 1818، فسافر إلى سانت هيلانة ليحل محل الطبيب الأيرلندي باري إدوارد أوميرا، إذ رفض بونابرت الأطباء الذين اقترحهم سجّانه السير هدسون لاو.
غير أن نابليون لم يبدُ مقتنعًا بكفاءة أنتوماركي الطبية، بل لقد طرده من خدمته مرتين، ثم لم يلبث أن استرجعه في المرتين. وقد استعان أنتوماركي ـ في أيام مرض نابليون الأخير ـ بالدكتور أرشيبالد برتراند، الذي لم يقبل نابليون مشاركته في علاجه إلا بعد إلحاح اثنين من ضباطه. وقد ألف أنتوماركي بعد وفاة نابليون كتاب «لحظات نابليون الأخيرة»، وضمنه استنتاجه بأن وفاة نابليون كانت من جرّاء سرطان في المعدة.
في سنة 1831 انتقل أنتوماركي إلى بولندا حيث عمل مفتشًا عامًا لمستشفياتها أثناء ثورة نوفمبر، حيث ساعد البولنديين في ثورتهم ضد الروس، غير أنه لم يلبث أن فر من قوات القيصر ميممًا شطر باريس.
ثم هاجر أنتوماركي إلى لويزيانا، حيث تبرع بقناع موت نابليون المصنوع من البرونز لشعب نيو أورليانز سنة 1834، ثم عاش لفترة قصيرة في فيراكروز المكسيكية، حيث عمل طبيبًا متجولًا، وفي النهاية هجر المكسيك واستقر به المقام في سانتياغو دي كوبا، حيث عمل أيضًا بالطب. وقد كانت هجرة أنتوماركي إلى كوبا بهدف البحث عن ابن عمه أنطونيو خوان بنيامين أنتوماركي، الذي كان قد أثرى من زراعة البُن. وقد برع أنتوماركي في إجراء عمليات الساد (الكتراكت).

## وفاته
توفي أنتوماركي في سانتياغو دي كوبا من جراء الحمى الصفراء، وكان ذلك في 3 أبريل 1838، وهو في السابعة والخمسين من عمره.